# Estación Poço
La Estación Poço es una de las estaciones del Sistema de Trenes Urbanos de João Pessoa, situada en Cabedelo, entre la Estación Jacaré y la Estación Jardim Manguinhos.
Fue inaugurada en 1889 y atiende a todo el barrio de Recanto Poço.